# Lettre de Jérôme au pape Damase

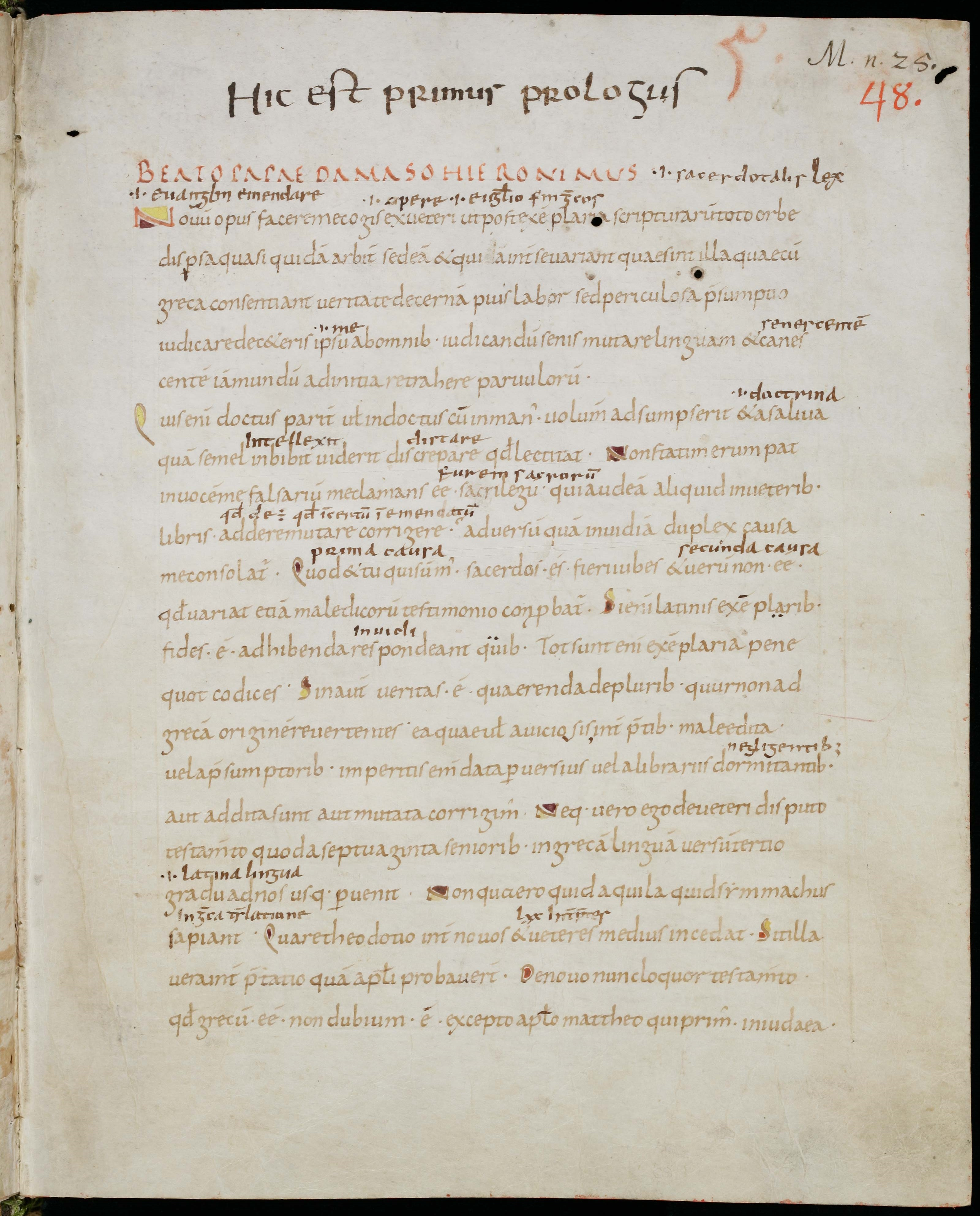
Le début de la lettre, dans le Codex Sangallensis 48

La lettre de Jérôme au pape Damase (en latin Epistola Hieronymi ad Damasum papam), aussi appelée lettre à Damase ou épitre à Damase, est une lettre de Jérôme de Stridon donnée en réponse au pape Damase lorsque celui-ci le sollicite d’entreprendre une nouvelle traduction latine des quatre Évangiles. Étant donné son importance, cette lettre écrite vers 383 se trouve en préface à certaines versions latines du Nouveau Testament postérieures au Ve siècle.

## Contexte
De la centaine de lettres de Jérôme de Stridon qui sont conservées, quelques-unes sont adressées à Damase, qui consultait l’érudit homme d'Église sur des questions d’interprétation biblique. Le pape Damase, lui-même homme de grande culture, lui demande une traduction latine des Évangiles selon Matthieu, Marc, Luc et Jean plus fidèle aux documents grecs.
Cette lettre à Damase est la réponse de Jérôme au pape Damase, indiquant notamment accepter d’entreprendre ce travail. Elle daterait des environs de 383 AD. Peu après, Damase meurt et Jérôme se retire comme ermite dans les environs de Bethléem, en Terre sainte. C'est à Bethléem qu'il compose la Bible latine connue sous le nom de Vulgate.
Plusieurs manuscrits latins du Nouveau Testament de cette époque l’incluent comme « préface de saint Jérôme aux quatre évangiles », c'est le cas dans le Codex Sangallensis 48 gréco-latin du IXe siècle, le livre de Durrow et les « évangiles de Lindau ».

## Contenu
La lettre est écrite avant que le saint patron des biblistes ne commence son travail de traduction, sans doute effectué de 382 à 405. Dans sa « lettre à Damase », Jérôme admet que les versions latines en circulation montrent de grandes et graves différences. Elles sont presque toutes déficientes et aucune ne pourrait être approuvée. Aussi, le latin s’imposant de plus en plus comme la langue de l’Église d'Occident, un texte révisé et corrigé à partir de bonnes sources (les manuscrits grecs) est souhaitable.
Jérôme explique également pourquoi la séquence des quatre évangiles adoptée par les manuscrits latins anciens (Mathieu, Jean, Luc, Marc) devrait être modifiée et s’aligner sur celle des manuscrits grecs, c'est-à-dire : Matthieu, Marc, Luc, Jean.
Jérôme y souligne également l’importance à accorder aux canons de concordances, œuvre d’Eusèbe de Césarée, et comment les utiliser.
Dans cette lettre-préface à sa traduction des Évangiles adressée à Damase, Jérôme exprime ses doutes à propos de l'accueil que recevra sa révision des quatre Évangiles : « Tu me contrains à faire du travail nouveau sur de l'ancien : tu veux que, une fois les exemplaires des Écritures dispersés dans le monde entier, je siège comme arbitre et que, dans la mesure où ils varient entre eux, je décide quels sont ceux qui s'accordent avec la vérité grecque. […] Qui en effet, qu'il soit instruit ou non, quand il prendra le volume en mains et qu'il verra que ce qu'il y lit diverge du goût de la salive qu'il a senti la première fois, n'éclatera aussitôt en exclamations, s'écriant que je suis un faussaire, un sacrilège, moi qui ose ajouter, changer, corriger quelque chose aux livres anciens ? ».

## Authenticité
Les correspondances Ep. 35 de Jérôme à Damase et Ep. 36 de Damase à Jérôme, sont probablement fictives : selon Pierre Nautin, spécialiste de la littérature patristique, cet échange aurait eu lieu après la mort de Damase, Jérôme ayant « composé cette correspondance après la mort du pape dans une circonstance où il lui était utile de se prévaloir de ses relations avec le pontife défunt ». La relation entre le pape Damase et Jérôme, deux figures majeures du christianisme de l'Antiquité tardive, a suscité une fascination durable, alimentée par leur renommée et leurs échanges épistolaires authentiques. Cette notoriété a contribué, dès le Moyen Âge, à une prolifération de correspondances apocryphes les impliquant. L'un des exemples les plus connus est une préface en deux parties du Liber Pontificalis, insérée dans les premiers manuscrits. Dans cette lettre fictive, « Jérôme » sollicite « Damase » pour obtenir des informations biographiques sur les papes ayant précédé son accession, tandis que « Damase » loue le travail de Jérôme tout en promettant de lui transmettre des compléments. Ce texte, introduit par un compilateur du VIᵉ siècle, visait à renforcer l'autorité du Liber Pontificalis en attribuant les entrées à une source ancienne et crédible. Cet usage créatif de leur relation souligne comment, peu après sa mort, Jérôme était déjà instrumentalisé pour légitimer d'autres œuvres, tout comme il avait lui-même habilement exploité ses connexions sociales de son vivant.

## Éditions
- Aline Canellis (dir.) et al. (trad. du latin), Jérôme : Préfaces aux livres de la Bible, Abbevile, Éditions du Cerf, coll. « Sources Chrétiennes » (no 592), 2017, 530 p. (ISBN 978-2-204-12618-2), p. 470-81